# Elecciones regionales del Cuzco de 2022
Las elecciones regionales del Cusco de 2022 se llevaron a cabo el 2 de octubre de 2022 para elegir al gobernador regional, al vicegobernador regional y al Consejo Regional para el periodo 2023-2026. La elección se celebró simultáneamente con elecciones regionales y municipales (provinciales y distritales) en todo el Perú. La segunda vuelta regional se llevó a cabo el 4 de diciembre de 2022.
Werner Salcedo Álvarez (Somos Perú), el candidato favorito en la elección, ganó la primera vuelta pero no logró obtener el mínimo de 30% de votos válidos, por lo que participó en el balotaje contra Edy Cuellar Margholt (Movimiento Regional Inka Pachakuteq), que sorpresivamente superó a Boris Mujica Paredes (Alianza para el Progreso). En la segunda vuelta, Salcedo obtuvo una amplia ventaja y resultó electo como gobernador regional del Cusco en los comicios con menor participación de la historia del departamento.
A nivel del Consejo Regional, Somos Perú se impuso en la mayoría de las provincias y se alzó como el partido político más votado y con más escaños, pero no alcanzó la mayoría absoluta. El Movimiento Regional Inka Pachakuteq fue la segunda fuerza más votada, pero fue igualada en número de curules por Juntos por el Perú y Alianza para el Progreso; Perú Libre, el Frente de la Esperanza y Podemos Perú también consiguieron representación.

## Sistema electoral
El Gobierno Regional del Cusco es el órgano administrativo y de gobierno del departamento del Cusco. Está compuesto por el gobernador regional, el vicegobernador regional y el Consejo Regional.
La votación se realiza en base al sufragio universal, que comprende a todos los ciudadanos nacionales mayores de dieciocho años, empadronados y residentes en el departamento del Cusco y en pleno goce de sus derechos políticos.
El gobernador y vicegobernador regional son elegidos por sufragio directo. Para que un candidato sea proclamado ganador debe obtener no menos de 30 % de votos válidos. En caso ningún candidato logre ese porcentaje en la primera vuelta electoral, los dos candidatos más votados participan en una segunda vuelta o balotaje. No hay reelección inmediata de gobernadores regionales.
El Consejo Regional de Cusco está compuesto por 22 consejeros elegidos por sufragio directo para un período de cuatro (4) años. La votación es por lista cerrada y bloqueada. Cada provincia del departamento del Cusco constituye una circunscripción electoral. Se asigna a la lista ganadora los escaños según el método d'Hondt. La distribución y el número de consejeros regionales es la siguiente:
| Circunscripción                                                                   | Escaños | Mapa |
| --------------------------------------------------------------------------------- | ------- | ---- |
| Cusco                                                                             | 3       |      |
| Anta, Calca(+1), Canchis, Chumbivilcas, La Convención, Paucartambo y Quispicanchi | 2       |      |
| Acomayo, Canas, Espinar, Paruro y Urubamba                                        | 1       |      |

## Composición del Consejo Regional del Cusco
La siguiente tabla muestra la composición del Consejo Regional del Cusco antes de las elecciones.
| Partidos | Partidos                                      | Consejeros |
| -------- | --------------------------------------------- | ---------- |
|          | Democracia Directa                            | 4          |
|          | Movimiento Regional Tawantinsuyo              | 4          |
|          | Acción Popular                                | 3          |
|          | Restauración Nacional                         | 2          |
|          | Frente Amplio                                 | 2          |
|          | Movimiento Regional Inka Pachakuteq           | 2          |
|          | Movimiento Regional Acuerdo Popular Unificado | 2          |
|          | Alianza para el Progreso                      | 1          |
|          | Somos Perú                                    | 1          |

## Elecciones internas
Los partidos políticos realizaron la convocatoria a elecciones internas (15–22 de enero de 2022) para definir a los candidatos de sus organizaciones en listas cerradas y bloqueadas. Se sometieron a elección las candidaturas a:
- Gobernador y vicegobernador regional del Cusco (2 candidaturas).
- Consejo Regional del Cusco (22 candidaturas).

Existen dos modalidades para la organización de las elecciones internas:
- Modalidad de elección directa: con voto universal, libre, voluntario, igual, directo y secreto de los afiliados. Fue la modalidad utilizada por Movimiento Regional Inka Pachakuteq,[9] Alianza para el Progreso,[10] Somos Perú[11] y Autogobierno Ayllu.[9] Las elecciones se realizaron el 15 de mayo de 2022.
- Modalidad de delegados: a través de delegados previamente elegidos mediante voto universal, libre, voluntario, igual, directo y secreto de los afiliados. Fue la modalidad utilizada por Perú Libre,[12] Juntos por el Perú,[13] Podemos Perú[14] y Frente de la Esperanza.[15] Las elecciones se realizaron el 22 de mayo de 2022.

## Partidos y candidatos
A continuación se muestra una lista de los principales partidos y alianzas electorales que participan en las elecciones:
| Candidatura | Candidatura | Partidos y alianzas                                | Candidatos | Candidatos                  | Ideología                                                          | Resultado previo | Resultado previo | Ref.          |
| Candidatura | Candidatura | Partidos y alianzas                                | Candidatos | Candidatos                  | Ideología                                                          | Votos (%)        | Con.             | Ref.          |
| ----------- | ----------- | -------------------------------------------------- | ---------- | --------------------------- | ------------------------------------------------------------------ | ---------------- | ---------------- | ------------- |
|             | Inka        | Lista - Movimiento Regional Inka Pachakuteq (Inka) |            | Edy Cuellar Margholt        | Regionalismo cusqueño                                              | 9.89%            | 2                | [ 16 ]        |
|             | APP         | Lista - Alianza para el Progreso (APP)             |            | Boris Mujica Paredes        | Liberalismo económico Conservadurismo liberal Populismo de derecha | 6.84%            | 1                | [ 16 ]        |
|             | SP          | Lista - Somos Perú (SP)                            |            | Werner Salcedo Álvarez      | Democracia cristiana Conservadurismo social                        | 5.83%            | 1                | [ 17 ]        |
|             | AYLLU       | Lista - Autogobierno AYLLU (AYLLU)                 |            | Rosmi Rivas Hurtado         | Regionalismo cusqueño                                              | 4.87%            | 0                | [ 16 ]        |
|             | JP          | Lista - Juntos por el Perú (JP)                    |            | Raúl del Castillo Alatrista | Socialismo democrático Progresismo                                 | Nuevo            | Nuevo            | [ 16 ] [ 17 ] |
|             | PL          | Lista - Perú Libre (PL)                            |            | Saúl Sánchez Santos         | Socialismo del siglo XXI Marxismo-leninismo Mariateguismo          | Nuevo            | Nuevo            | [ 16 ]        |
|             | PP          | Lista - Podemos Perú (PP)                          |            | Yulet Luna Hilares          | Conservadurismo social Populismo Nacionalismo                      | Nuevo            | Nuevo            | [ 18 ]        |
|             | FE          | Lista - Frente de la Esperanza (FE)                |            | Carlos Cuaresma Sánchez     | Reformismo                                                         | Nuevo            | Nuevo            | [ 17 ]        |

## Sondeos de opinión
Las siguientes tablas enumeran las estimaciones de la intención de voto en orden cronológico inverso, mostrando las más recientes primero y utilizando las fechas en las que se realizó el trabajo de campo de la encuesta. Cuando se desconocen las fechas del trabajo de campo, se proporciona la fecha de publicación.
Leyenda:
     Sondeo realizado en el periodo de prohibición legal de la difusión de sondeos de intención de voto.

### Balotaje

#### Intención de voto
La siguiente tabla enumera las estimaciones ponderadas (sin incluir votos en blanco y nulos) de la intención de voto.
|                               |                |      |      |      |      |  |  |
| Elecciones regionales de 2022 | 4 dic 2022     | —    | 57.6 | 42.4 | 15.2 |  |  |
|                               |                |      |      |      |      |  |  |
| ICOP                          | 4 dic 2022     | ?    | 49.6 | 50.4 | 0.8  |  |  |
| César Carranza                | 18–19 nov 2022 | 1035 | 50.0 | 50.0 | —    |  |  |
| ICOP                          | 7–10 nov 2022  | 630  | 51.0 | 49.0 | 2.0  |  |  |
| Sensor                        | 10–12 oct 2022 | 500  | 56.4 | 43.6 | 12.8 |  |  |

#### Preferencias de voto
La siguiente tabla enumera las preferencias de voto en bruto (incluyendo blancos, viciados y sin respuesta) y no ponderadas.
| Encuestadora/Medio            | Fecha          | Muestra | Werner Salcedo | Edy Cuellar | B/V  | NS/NO | Dif. |  |  |  |
| ----------------------------- | -------------- | ------- | -------------- | ----------- | ---- | ----- | ---- |  |  |  |
| Encuestadora/Medio            | Fecha          | Muestra |                |             |      |       |      |  |  |  |
| Elecciones regionales de 2022 | 4 dic 2022     | —       | 49.0           | 36.1        | 14.8 | –     | 12.9 |  |  |  |
|                               |                |         |                |             |      |       |      |  |  |  |
| ICOP                          | 4 dic 2022     | ?       | 40.8           | 41.5        | 17.7 | –     | 0.7  |  |  |  |
| César Carranza                | 18–19 nov 2022 | 1035    | 29.7           | 29.7        | 40.7 | –     | —    |  |  |  |
| César Carranza                | 18–19 nov 2022 | 1035    | 27.0           | 26.3        | 46.8 | –     | 0.7  |  |  |  |
| ICOP                          | 7–10 nov 2022  | 630     | 29.3           | 28.1        | 23.6 | 19.0  | 1.2  |  |  |  |
| Sensor                        | 10–12 oct 2022 | 500     | 44.2           | 34.2        | 12.0 | 9.6   | 10.0 |  |  |  |

### Primera vuelta

#### Intención de voto
La siguiente tabla enumera las estimaciones ponderadas (sin incluir votos en blanco y nulos) de la intención de voto.
|                               |                   |      |      |      |      |      |      |      |      |     |      |  |  |  |  |
| Elecciones regionales de 2022 | 2 oct 2022        | —    | 27.7 | 19.0 | 14.1 | 9.8  | 8.8  | 8.3  | 7.5  | 4.8 | 8.7  |  |  |  |  |
|                               |                   |      |      |      |      |      |      |      |      |     |      |  |  |  |  |
| Ipsos Perú/América            | 2 oct 2022        | ?    | 27.6 | 20.6 | 14.6 | 10.3 | –    | –    | –    | –   | 7.0  |  |  |  |  |
| Ipsos Perú/América            | 2 oct 2022        | ?    | 26.3 | 24.3 | 13.8 | –    | 9.3  | –    | –    | –   | 2.0  |  |  |  |  |
| César Carranza                | 23–24 sep 2022    | 2869 | 19.7 | 19.8 | 14.3 | 14.3 | 10.9 | 6.3  | 8.2  | 6.5 | 0.1  |  |  |  |  |
| ICOP                          | 20–24 sep 2022    | 630  | 29.2 | 16.2 | 17.2 | 14.2 | 6.1  | –    | –    | –   | 12.0 |  |  |  |  |
| Vox Populi/Nuestra Gente      | 18–23 sep 2022    | 4590 | 20.2 | 22.3 | 12.5 | 14.3 | 8.4  | 11.1 | 7.2  | 4.0 | 2.1  |  |  |  |  |
| IPEI                          | 14–19 sep 2022    | 800  | 29.6 | 13.0 | 18.5 | 11.1 | 9.3  | 1.9  | 9.3  | –   | 11.1 |  |  |  |  |
| César Carranza                | 15–17 sep 2022    | 2191 | 14.3 | 15.8 | 14.3 | 11.5 | 11.1 | 4.9  | 11.5 | 7.0 | 1.5  |  |  |  |  |
| Vox Populi/Nuestra Gente      | 5–12 sep 2022     | 4632 | 25.1 | 20.4 | 19.1 | 10.0 | 8.0  | 11.2 | 4.2  | 1.9 | 4.7  |  |  |  |  |
| César Carranza                | 9–10 sep 2022     | 1097 | 19.1 | 23.4 | 18.4 | 12.4 | 8.6  | 6.7  | 4.9  | 6.4 | 4.3  |  |  |  |  |
| ICOP                          | 6–9 sep 2022      | ?    | 29.5 | 15.8 | 17.3 | 14.0 | 5.4  | –    | –    | –   | 12.2 |  |  |  |  |
| GyM Sur Perú                  | 1–7 sep 2022      | 4518 | 38.3 | 18.3 | 22.3 | 10.6 | 3.0  | –    | 4.0  | –   | 16.0 |  |  |  |  |
| César Carranza                | 26–27 ago 2022    | 980  | 18.4 | 18.2 | 18.4 | 18.2 | 8.2  | 6.2  | 5.6  | 6.2 | —    |  |  |  |  |
| César Carranza                | 11–13 ago 2022    | 1254 | 20.3 | 20.3 | 20.9 | 19.2 | 8.5  | 4.5  | –    | 1.7 | 0.6  |  |  |  |  |
| Vox Populi/Nuestra Gente      | 10–25 jul 2022    | 3708 | 27.9 | 23.6 | 17.4 | 9.1  | 13.5 | –    | 5.9  | –   | 4.3  |  |  |  |  |
| IPEI                          | 27 may–4 jun 2022 | 800  | 30.8 | 20.5 | 15.4 | 10.3 | 2.6  | 2.6  | 2.6  | –   | 10.3 |  |  |  |  |

#### Preferencias de voto
La siguiente tabla enumera las preferencias de voto en bruto (incluyendo blancos, viciados y sin respuesta) y no ponderadas.
|                               |                   |      |      |      |      |      |     |     |     |     |      |      |     |  |  |
| Elecciones regionales de 2022 | 2 oct 2022        | —    | 22.2 | 15.2 | 11.3 | 7.9  | 7.0 | 6.7 | 6.0 | 3.9 | 19.7 | –    | 7.0 |  |  |
|                               |                   |      |      |      |      |      |     |     |     |     |      |      |     |  |  |
| César Carranza                | 23–24 sep 2022    | 2869 | 13.7 | 13.8 | 10.0 | 10.0 | 7.6 | 4.4 | 5.7 | 4.5 | 30.3 | –    | 0.1 |  |  |
| ICOP                          | 20–24 sep 2022    | 630  | 14.4 | 8.0  | 8.5  | 7.0  | 3.0 | –   | –   | –   | 15.7 | 35.0 | 5.9 |  |  |
| Vox Populi/Nuestra Gente      | 18–23 sep 2022    | 4590 | 12.7 | 14.0 | 7.9  | 9.0  | 5.3 | 7.0 | 4.5 | 2.5 | 9.8  | 27.5 | 1.3 |  |  |
| IPEI                          | 14–19 sep 2022    | 800  | 16   | 7    | 10   | 6    | 5   | 1   | 5   | –   | –    | 46   | 6   |  |  |
| César Carranza                | 15–17 sep 2022    | 2191 | 10.6 | 11.7 | 10.6 | 8.5  | 8.2 | 3.6 | 8.5 | 5.2 | 25.9 | –    | 1.1 |  |  |
| Vox Populi/Nuestra Gente      | 5–12 sep 2022     | 4632 | 12.6 | 10.2 | 9.6  | 5.0  | 4.0 | 5.6 | 2.1 | 1.0 | 21.0 | 29.0 | 2.4 |  |  |
| César Carranza                | 9–10 sep 2022     | 1097 | 12.0 | 14.7 | 11.6 | 7.8  | 5.4 | 4.2 | 3.1 | 4.0 | 37.1 | –    | 2.7 |  |  |
| ICOP                          | 6–9 sep 2022      | 430  | 13.1 | 7.0  | 7.7  | 6.2  | 2.4 | –   | –   | –   | 15.0 | 40.6 | 5.4 |  |  |
| GyM Sur Perú                  | 1–7 sep 2022      | 4518 | 23.2 | 11.1 | 13.5 | 6.4  | 1.8 | –   | 2.4 | –   | –    | 39.5 | 9.7 |  |  |
| César Carranza                | 26–27 ago 2022    | 980  | 9.2  | 9.1  | 9.2  | 9.1  | 4.1 | 3.1 | 2.8 | 3.1 | 50.0 | –    | —   |  |  |
| César Carranza                | 11–13 ago 2022    | 1254 | 3.6  | 3.6  | 3.7  | 3.4  | 1.5 | 0.8 | –   | 0.3 | 43.4 | 38.9 | 0.1 |  |  |
| Vox Populi/Nuestra Gente      | 10–25 jul 2022    | 3708 | 10.0 | 8.5  | 6.2  | 3.3  | 4.8 | –   | 2.1 | –   | 22.7 | 41.6 | 1.5 |  |  |
| IPEI                          | 27 may–4 jun 2022 | 800  | 12   | 8    | 6    | 4    | 1   | 1   | 1   | –   | –    | 61   | 4   |  |  |

## Resultados

### Gobierno Regional del Cusco
| Candidatos           | Candidatos                  | Partidos y coaliciones                     | Primera vuelta 2 oct 2022 | Primera vuelta 2 oct 2022 | Balotaje 4 dic 2022 | Balotaje 4 dic 2022 |  |
| Candidatos           | Candidatos                  | Partidos y coaliciones                     | Votos                     | %                         | Votos               | %                   |  |
| -------------------- | --------------------------- | ------------------------------------------ | ------------------------- | ------------------------- | ------------------- | ------------------- |  |
|                      | Werner Salcedo Álvarez      | Somos Perú (SP)                            | 179,821                   | 27.68                     | 351,792             | 57.57               |  |
|                      | Edy Cuellar Margholt        | Movimiento Regional Inka Pachakuteq (Inka) | 123,208                   | 18.97                     | 259,262             | 42.43               |  |
|                      | Boris Mujica Paredes        | Alianza para el Progreso (APP)             | 91,693                    | 14.12                     |                     |                     |  |
|                      | Carlos Cuaresma Sánchez     | Frente de la Esperanza (FE)                | 63,704                    | 9.81                      |                     |                     |  |
|                      | Raúl del Castillo Alatrista | Juntos por el Perú (JP)                    | 57,024                    | 8.78                      |                     |                     |  |
|                      | Saúl Sánchez Santos         | Perú Libre (PL)                            | 54,081                    | 8.33                      |                     |                     |  |
|                      | Rosmi Rivas Hurtado         | Autogobierno Ayllu (Ayllu)                 | 48,610                    | 7.48                      |                     |                     |  |
|                      | Yulet Luna Hilares          | Podemos Perú (PP)                          | 31,423                    | 4.84                      |                     |                     |  |
|                      |                             |                                            |                           |                           |                     |                     |  |
| Total                | Total                       | Total                                      | 649,564                   |                           | 611,054             |                     |  |
|                      |                             |                                            |                           |                           |                     |                     |  |
| Votos válidos        | Votos válidos               | Votos válidos                              | 649,564                   | 80.13                     | 611,054             | 85.18               |  |
| Votos en blanco      | Votos en blanco             | Votos en blanco                            | 82,886                    | 10.22                     | 10,426              | 1.45                |  |
| Votos nulos          | Votos nulos                 | Votos nulos                                | 78,235                    | 9.65                      | 95,877              | 13.37               |  |
| Votos emitidos       | Votos emitidos              | Votos emitidos                             | 810,685                   | 77.05                     | 717,357             | 68.18               |  |
| Abstenciones         | Abstenciones                | Abstenciones                               | 241,462                   | 22.95                     | 334,790             | 31.82               |  |
| Votantes registrados | Votantes registrados        | Votantes registrados                       | 1,052,147                 |                           | 1,052,147           |                     |  |
|                      |                             |                                            |                           |                           |                     |                     |  |
| Fuente:              |                             |                                            |                           |                           |                     |                     |  |

### Consejo Regional del Cusco

#### Sumario general
|                        |                                            |              |              |              |         |         |  |
| Partidos y coaliciones | Partidos y coaliciones                     | Voto popular | Voto popular | Voto popular | Escaños | Escaños |  |
| Partidos y coaliciones | Partidos y coaliciones                     | Votos        | %            | ±pp          | Total   | +/−     |  |
|                        | Somos Perú (SP)                            | 146,373      | 24.50        | +16.55       | 9       | +8      |  |
|                        | Movimiento Regional Inka Pachakuteq (Inka) | 128,623      | 21.53        | +12.53       | 3       | +1      |  |
|                        | Alianza para el Progreso (APP)             | 83,653       | 14.00        | +6.01        | 3       | +2      |  |
|                        | Juntos por el Perú (JP)                    | 74,012       | 12.39        | Nuevo        | 3       | +3      |  |
|                        | Frente de la Esperanza (FE)                | 64,956       | 10.87        | Nuevo        | 1       | +1      |  |
|                        | Perú Libre (PL)                            | 62,877       | 10.52        | Nuevo        | 2       | +2      |  |
|                        | Podemos Perú (PP)                          | 36,960       | 6.19         | Nuevo        | 1       | +1      |  |
|                        |                                            |              |              |              |         |         |  |
| Total                  | Total                                      | 597,454      |              |              | 22      | +1      |  |
|                        |                                            |              |              |              |         |         |  |
| Votos válidos          | Votos válidos                              | 597,454      | 73.70        | +6.10        |         |         |  |
| Votos en blanco        | Votos en blanco                            | 135,933      | 16.77        | –4.03        |         |         |  |
| Votos nulos            | Votos nulos                                | 77,298       | 9.53         | –2.07        |         |         |  |
| Votos emitidos         | Votos emitidos                             | 810,685      | 77.05        | –1.66        |         |         |  |
| Abstenciones           | Abstenciones                               | 241,462      | 22.95        | +1.66        |         |         |  |
| Votantes registrados   | Votantes registrados                       | 1,052,147    |              |              |         |         |  |
|                        |                                            |              |              |              |         |         |  |
| Fuente:                |                                            |              |              |              |         |         |  |

#### Resultados por provincia
| Provincia     | SP      | SP   | Inka | Inka | APP  | APP | JP   | JP   | FE   | FE   | PL   | PL  | PP   | PP  |   |
| Provincia     | %       | E    | %    | E    | %    | E   | %    | E    | %    | E    | %    | E   | %    | E   |   |
| ------------- | ------- | ---- | ---- | ---- | ---- | --- | ---- | ---- | ---- | ---- | ---- | --- | ---- | --- | - |
| Provincia     | Acomayo | 35.4 | 1    | 24.8 | –    |     |      | 12.9 | –    | 14.6 | –    | 4.2 | –    | 8.1 | – |
| Anta          | 13.7    | –    | 33.9 | 1    | 25.5 | 1   | 4.2  | –    | 11.9 | –    | 9.8  | –   | 0.9  | –   |   |
| Calca         | 27.7    | 1    | 9.0  | –    | 9.4  | –   | 20.5 | 1    | 15.9 | –    | 7.3  | –   | 10.2 | –   |   |
| Canas         | 31.3    | 1    | 6.4  | –    | 1.7  | –   | 19.5 | –    | 29.2 | –    | 9.8  | –   | 2.1  | –   |   |
| Canchis       | 17.8    | –    | 28.4 | 1    | 6.4  | –   | 8.1  | –    | 3.8  | –    | 16.0 | –   | 19.5 | 1   |   |
| Chumbivilcas  | 27.9    | 1    | 19.4 | –    | 11.6 | –   | 2.6  | –    | 2.1  | –    | 24.5 | 1   | 11.9 | –   |   |
| Cusco         | 24.1    | 1    | 28.3 | 1    | 16.3 | 1   | 7.8  | –    | 15.4 | –    | 4.9  | –   | 3.3  | –   |   |
| Espinar       | 30.9    | –    | 4.7  | –    | 7.1  | –   | 10.6 | –    | 31.2 | 1    | 13.0 | –   | 2.4  | –   |   |
| La Convención | 13.6    | –    | 17.8 | –    | 25.9 | 1   | 30.0 | 1    | 2.4  | –    | 5.3  | –   | 5.1  | –   |   |
| Paruro        | 36.3    | 1    | 27.6 | –    | 12.2 | –   | 3.4  | –    | 3.7  | –    | 16.2 | –   | 0.7  | –   |   |
| Paucartambo   | 37.7    | 1    | 16.9 | –    | 11.2 | –   | 3.8  | –    | 1.0  | –    | 23.2 | 1   | 6.1  | –   |   |
| Quispicanchi  | 30.7    | 1    | 18.6 | –    | 3.7  | –   | 20.0 | 1    | 8.3  | –    | 12.6 | –   | 6.1  | –   |   |
| Urubamba      | 31.9    | 1    | 13.5 | –    | 13.8 | –   | 6.4  | –    | 4.7  | –    | 22.3 | –   | 7.5  | –   |   |
| Total         | 24.5    | 9    | 21.5 | 3    | 14.0 | 3   | 12.4 | 3    | 10.9 | 1    | 10.5 | 2   | 6.2  | 1   |   |

### Autoridades electas
| Cargo                                            | Autoridad electa | Autoridad electa          | Partido político | Partido político                    |
| ------------------------------------------------ | ---------------- | ------------------------- | ---------------- | ----------------------------------- |
| Gobernador Regional del Cusco                    |                  | Werner Salcedo Álvarez    |                  | Somos Perú                          |
| Vicegobernadora Regional del Cusco               |                  | Noely Loaiza Lívano       |                  | Somos Perú                          |
| Consejera Regional del Cusco (por Acomayo)       |                  | Anabel Rozas Farfán       |                  | Somos Perú                          |
| Consejero Regional del Cusco (por Anta)          |                  | Stig Loaiza Uscamayta     |                  | Movimiento Regional Inka Pachakuteq |
| Consejero Regional del Cusco (por Anta)          |                  | Felipe Hermoza Rojas      |                  | Alianza para el Progreso            |
| Consejero Regional del Cusco (por Calca)         |                  | Ítalo Tarco Góngora       |                  | Somos Perú                          |
| Consejero Regional del Cusco (por Calca)         |                  | Jorge Pacheco Rozas       |                  | Juntos por el Perú                  |
| Consejera Regional del Cusco (por Canas)         |                  | Magdalena Phuturi Ttito   |                  | Somos Perú                          |
| Consejera Regional del Cusco (por Canchis)       |                  | Litz Condori Ccolqque     |                  | Movimiento Regional Inka Pachakuteq |
| Consejero Regional del Cusco (por Canchis)       |                  | Alfredo Sara Vilca        |                  | Podemos Perú                        |
| Consejero Regional del Cusco (por Chumbivilcas)  |                  | Santiago Ojeda Quispe     |                  | Somos Perú                          |
| Consejero Regional del Cusco (por Chumbivilcas)  |                  | Gil Triveño Alvis         |                  | Perú Libre                          |
| Consejero Regional del Cusco (por Cusco)         |                  | Raúl Salizar Saico        |                  | Movimiento Regional Inka Pachakuteq |
| Consejero Regional del Cusco (por Cusco)         |                  | Macedo Rueda Quintana     |                  | Somos Perú                          |
| Consejero Regional del Cusco (por Cusco)         |                  | Raúl Olivera Rosas        |                  | Alianza para el Progreso            |
| Consejero Regional del Cusco (por Espinar)       |                  | Horacio Quispe Suclle     |                  | Frente de la Esperanza              |
| Consejera Regional del Cusco (por La Convención) |                  | Calandra Olivera Martínez |                  | Juntos por el Perú                  |
| Consejero Regional del Cusco (por La Convención) |                  | Edwin Huallpa Cárdenas    |                  | Alianza para el Progreso            |
| Consejera Regional del Cusco (por Paruro)        |                  | Rosa Serrano Álvarez      |                  | Somos Perú                          |
| Consejera Regional del Cusco (por Paucartambo)   |                  | María Yábar Peralta       |                  | Somos Perú                          |
| Consejero Regional del Cusco (por Paucartambo)   |                  | José Corrales Vizcarra    |                  | Perú Libre                          |
| Consejero Regional del Cusco (por Quispicanchi)  |                  | Eulogio Cruz Cartagena    |                  | Somos Perú                          |
| Consejera Regional del Cusco (por Quispicanchi)  |                  | Luz Casafranca Castillo   |                  | Juntos por el Perú                  |
| Consejero Regional del Cusco (por Urubamba)      |                  | Herbe Olave Ugarte        |                  | Somos Perú                          |